# Williams FW13
Chronologie des modèles (1989-1990)
Williams FW12C Williams FW14
La Williams FW13 est la monoplace de Formule 1 engagée par l'écurie britannique Williams F1 Team pour les quatre dernières manches du championnat du monde de Formule 1 1989. Elle est pilotée par le Belge Thierry Boutsen et l'Italien Riccardo Patrese. En 1990, une version B est engagée pour l'intégralité de la saison. La FW13 et la FW13B sont propulsées par un moteur V10 Renault.

## Historique

### Saison 1989

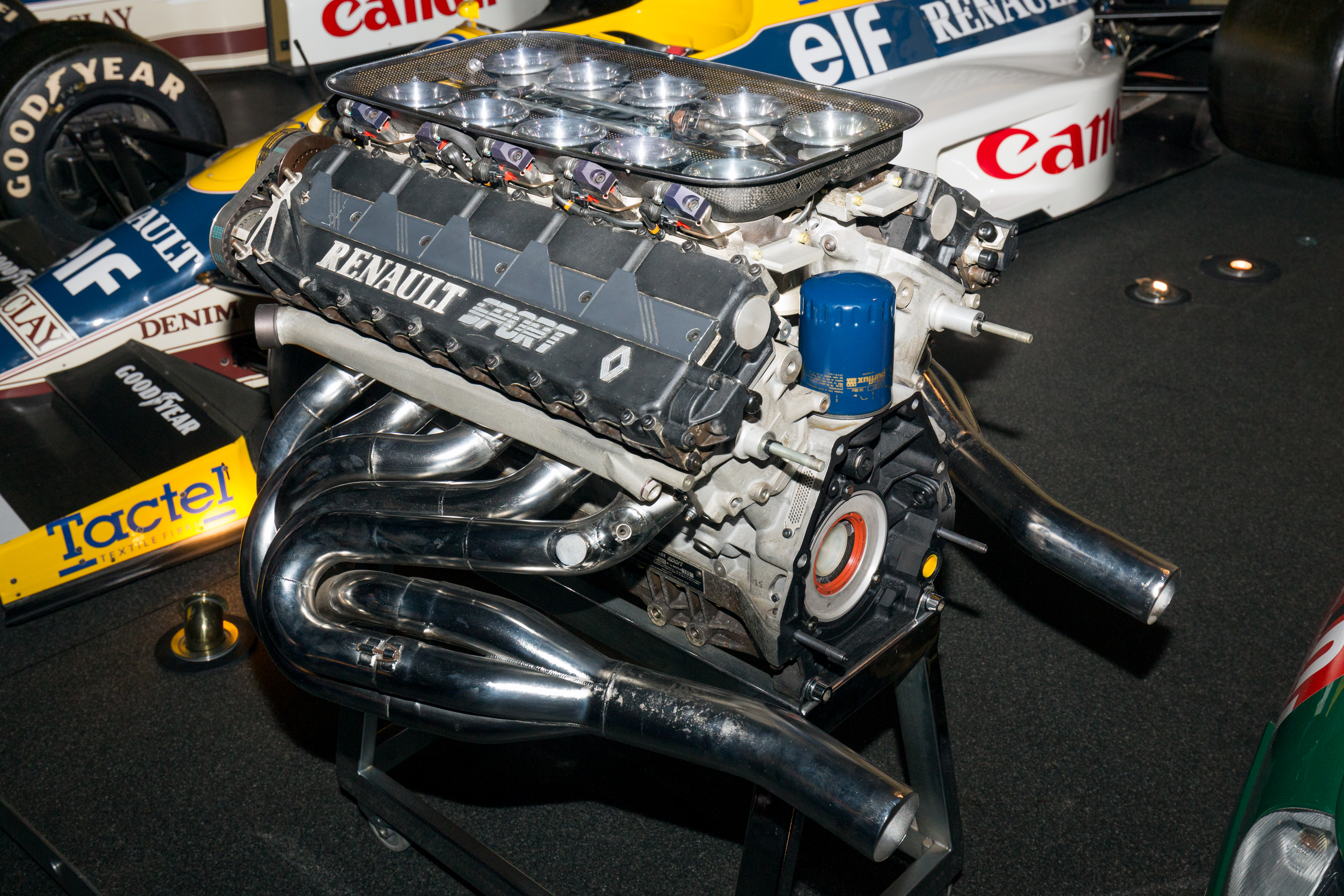
Le moteur V10 Renault RS1 de la Williams FW13 en exposition.

La Williams FW13 fait ses premiers tours de piste lors du Grand Prix du Portugal, treizième manche du championnat 1989. Il s'agit d'une évolution de la Williams FW12C : elle s'en distingue par une prise d'air plus volumineuse, une ligne générale plus basse et des ressorts-amortisseurs placés à l'avant en position horizontale, au-dessus des genoux du pilote. Néanmoins, la FW13 est insuffisamment mise au point et survire : Patrese et Boutsen ne sont que sixième et huitième des qualifications, puis abandonnent tous deux au soixantième tour à cause de l'obstruction des radiateurs de refroidissement de la monoplace par les débris de gomme déposés sur la piste.
Pour la manche suivante, disputée en Espagne, les pontons de la FW13 sont renforcés avec du grillage afin de protéger ses radiateurs. Patrese préfère néanmoins disputer ce Grand Prix avec la FW12C. Boutsen, au volant de la nouvelle voiture, ne se qualifie qu'en vingt-et-unième position, notamment à cause d'un problème de boîte de vitesses, alors que son équipier est sixième sur la grille de départ. Le Belge fait une course en fond de peloton avant d'abandonner 
à la suite de la rupture de sa pompe à essence au quarantième tour.
Pour le Grand Prix du Japon, Williams dispose de trois exemplaires de sa FW13, dont les problèmes, désormais connus, sont révélés par Thierry Boutsen : « Le train antérieur offre une efficacité très supérieure à ce que nous avions, mais le train arrière, qui est toujours celui de la FW12, ne suit pas, il est en déroute totale. Ce qui nous cause un violent survirage dans les courbes à moyenne et haute vitesse et une forte perte de motricité ». Malgré les problèmes d'instabilité, Patrese et Boutsen se qualifient en cinquième et septième positions, avant de terminer deuxième et troisième de la course.
Enfin, sous la pluie en Australie, Thierry Boutsen remporte la course après s'être élancé de la cinquième place, tandis que son équipier, parti sixième, est troisième de l'épreuve.
Au terme de cette saison, l'écurie Williams F1 Team est vice-championne du monde des constructeurs avec 77 points. Riccardo Patrese est troisième du championnat du monde des pilotes avec 40 points et Thierry Boutsen est cinquième avec 37 points.

### Saison 1990

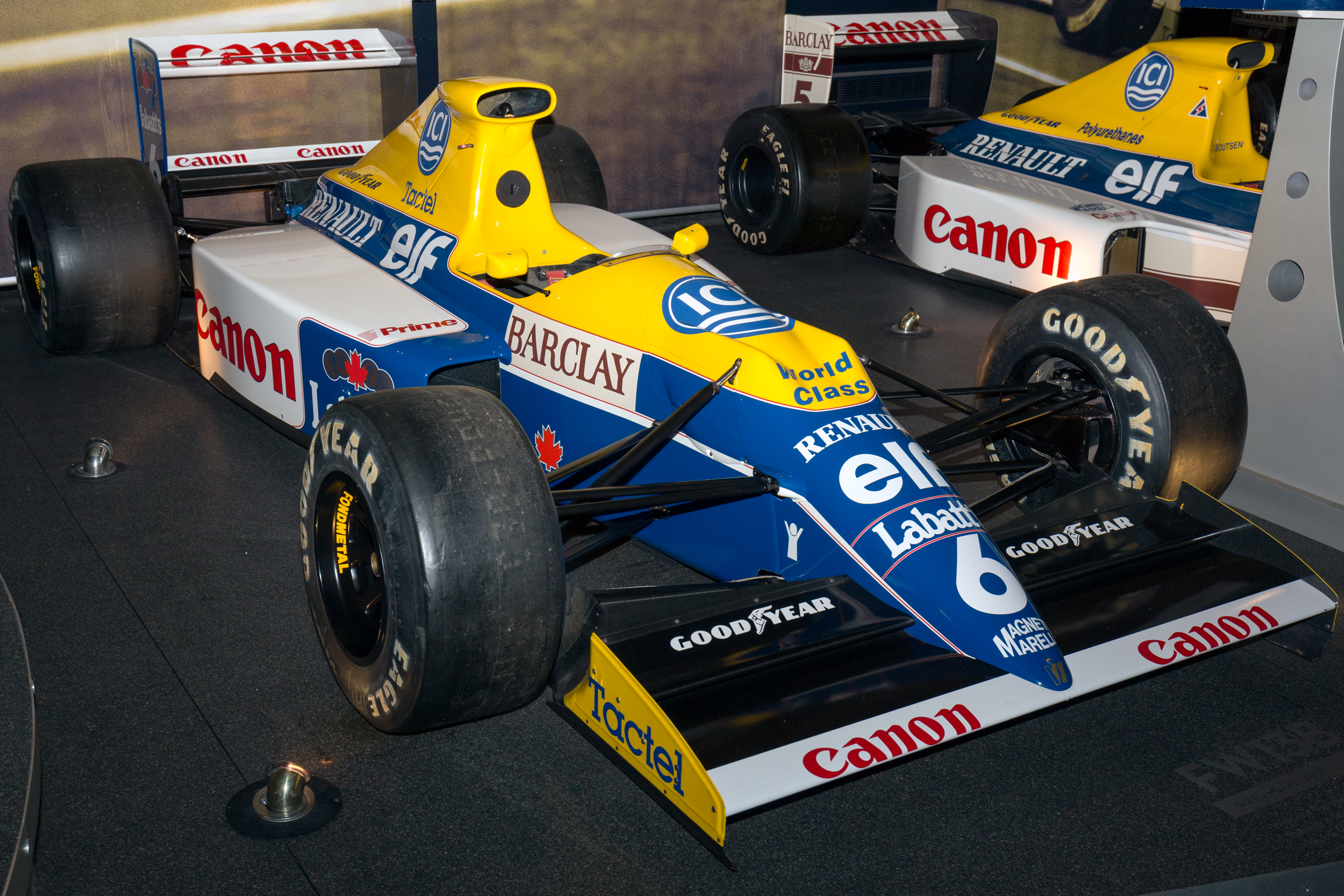
La Williams FW13B de Riccardo Patrese exposée au Williams Conference Centre en 2017.

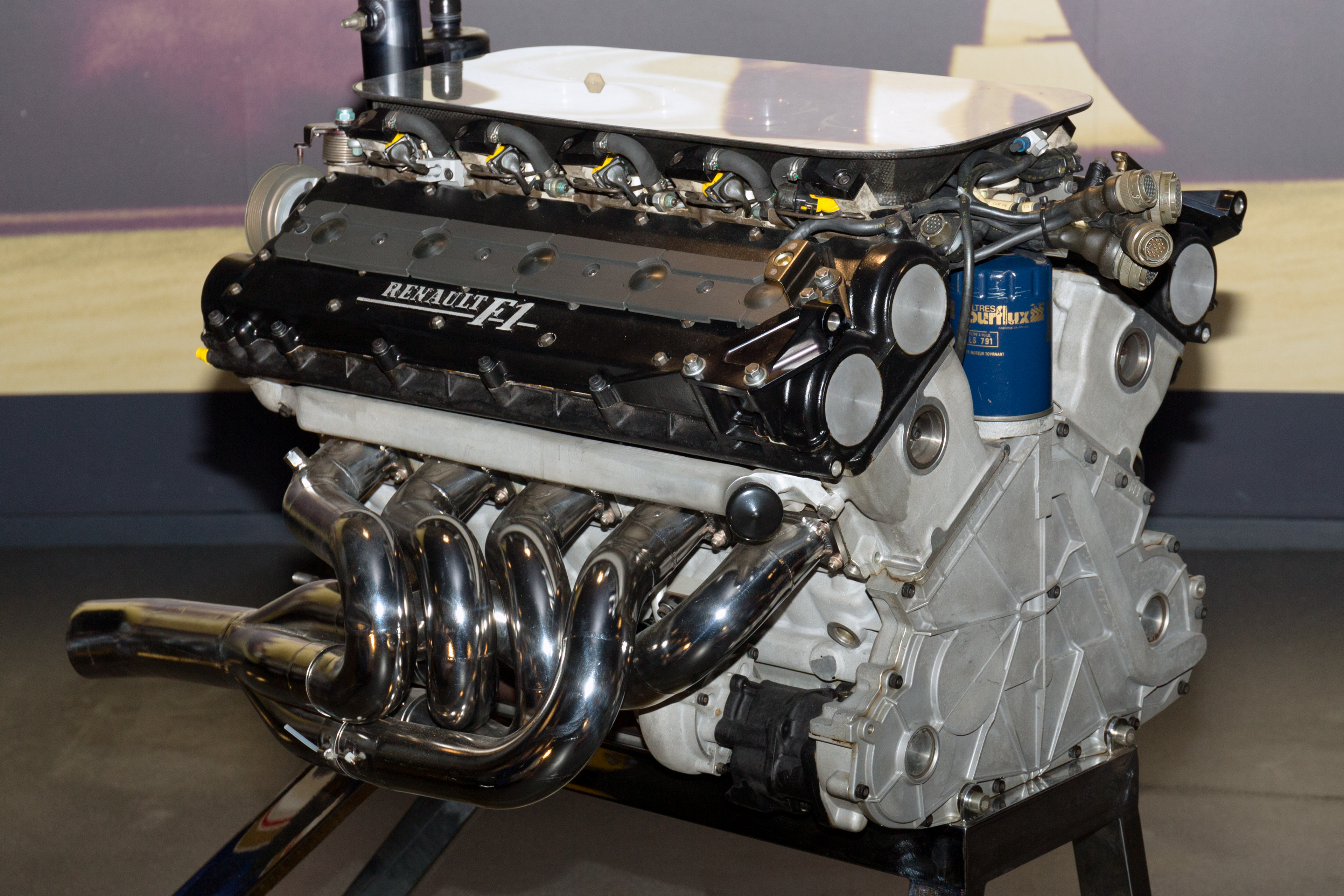
Le moteur V10 Renault RS2 en exposition.

En 1990, Williams aligne une FW13B, qui se distingue de la version originelle par un moteur V10 Renault RS2 développant 660 chevaux. Ce nouveau bloc, plus court, nécessite une modification du châssis et dispose d'une centrale de gestion Marelli-Weber de dernière génération. La monoplace adopte une nouvelle suspension avant et arbore deux bosses sur la calandre.
Après un modeste début de saison, Riccardo Patrese remporte le Grand Prix de Saint-Marin, troisième manche du championnat lors duquel Renault apporte une première évolution à son moteur, qui dispose de nouveaux arbres à cames et qui consomme désormais moins de carburant.
À partir du Grand Prix de France, l'ingénieur britannique Adrian Newey rejoint Williams en tant que chef aérodynamicien aux côtés de Patrick Head. En Grande-Bretagne, Patrese est le premier pilote de l'histoire de la Formule 1 à avoir disputé 200 Grands Prix. À cette occasion, il abandonne au seizième tour, victime d'un accrochage avec Alessandro Nannini (Benetton), alors que Thierry Boutsen termine deuxième de la course.
Enfin, en Hongrie, la FW13B atteint son apogée : Newey dessine un nouvel extracteur et Elf apporte un nouveau carburant enrichi. Ces évolutions permettent aux pilotes de l'écurie anglaise de s'emparer de la première ligne en qualifications, Boutsen obtenant par ailleurs l'unique pole position de sa carrière. Le Belge remporte également la course, la troisième et dernière victoire de sa carrière, alors qu'il termine le Grand Prix avec des pneumatiques à la limite et un moteur tournant en sur-régime. Pour autant, cette victoire n'impressionne nullement Frank Williams et Patrick Head, pour qui le succès n'est dû qu'aux qualités de la FW13B. En outre, Boutsen estime que les conditions de travail chez Williams ne sont pas optimales, puisque ni lui ni Patrese ne sont pour l'instant confirmés pour la saison suivante. Finalement, le Belge est remplacé par Nigel Mansell en 1991.
À l'issue du championnat, Williams F1 Team est classée quatrième du championnat du monde des constructeurs avec 57 points. Thierry Boutsen est sixième du championnat du monde des pilotes avec 34 points et Riccardo Patrese est septième avec 23 points.

## Résultats en championnat du monde de Formule 1
| Saison | Écurie              | Moteur          | Pneus    | Pilotes          | Courses | Courses | Courses | Courses | Courses | Courses | Courses | Courses | Courses | Courses | Courses | Courses | Courses | Courses | Courses | Courses | Points inscrits | Classement |
| Saison | Écurie              | Moteur          | Pneus    | Pilotes          | 1       | 2       | 3       | 4       | 5       | 6       | 7       | 8       | 9       | 10      | 11      | 12      | 13      | 14      | 15      | 16      | Points inscrits | Classement |
| ------ | ------------------- | --------------- | -------- | ---------------- | ------- | ------- | ------- | ------- | ------- | ------- | ------- | ------- | ------- | ------- | ------- | ------- | ------- | ------- | ------- | ------- | --------------- | ---------- |
| 1989   | Canon Williams Team | Renault RS1 V10 | Goodyear |                  | BRÉ     | SMR     | MON     | MEX     | USA     | CAN     | FRA     | GBR     | ALL     | HON     | BEL     | ITA     | POR     | ESP     | JAP     | AUS     | 77*             | 2e         |
| 1989   | Canon Williams Team | Renault RS1 V10 | Goodyear | Thierry Boutsen  |         |         |         |         |         |         |         |         |         |         |         |         | Abd     | Abd     | 3e      | 1er     | 77*             | 2e         |
| 1989   | Canon Williams Team | Renault RS1 V10 | Goodyear | Riccardo Patrese |         |         |         |         |         |         |         |         |         |         |         |         | Abd     |         | 2e      | 3e      | 77*             | 2e         |
| 1990   | Canon Williams Team | Renault RS2 V10 | Goodyear |                  | USA     | BRÉ     | SMR     | MON     | CAN     | MEX     | FRA     | GBR     | ALL     | HON     | BEL     | ITA     | POR     | ESP     | JAP     | AUS     | 57              | 4e         |
| 1990   | Canon Williams Team | Renault RS2 V10 | Goodyear | Thierry Boutsen  | 3e      | 5e      | Abd     | 4e      | Abd     | 5e      | Abd     | 2e      | 6e      | 1er     | Abd     | Abd     | Abd     | 4e      | 5e      | 5e      | 57              | 4e         |
| 1990   | Canon Williams Team | Renault RS2 V10 | Goodyear | Riccardo Patrese | 9e      | 13e     | 1er     | Abd     | Abd     | 9e      | 6e      | Abd     | 5e      | 4e      | Abd     | 5e      | 7e      | 5e      | 4e      | 6e      | 57              | 4e         |

Légende : ici 

* 54 points marqués en 1989 avec la Williams FW12C.